# Пирента (Торино)
Пирента је насеље у Италији у округу Торино, региону Пијемонт.
Према процени из 2011. у насељу је живело 53 становника. Насеље се налази на надморској висини од 278 м.